# (56338) 1999 XS162
1999 أكس أس 162 (ويعرف أيضًا باسم (56338) 1999 أكس أس 162 وفق تسمية الكوكب الصغير) (بالإنجليزية: 1999 XS162)‏ هو كويكب ضمن حزام الكويكبات؛ وترتيبه 56338 من حيث الاكتشاف.
اكتُشف هذا الجُرم الفلكي بواسطة ماسح السماء كاتالينا في 8 ديسمبر 1999.

## وصلات خارجية
- (56338) 1999 XS162 في قاعدة بيانات مختبر الدفع النفاث لأجرام النظام الشمسي الصغيرة

- الاكتشاف · مخطط المدار ·  العناصر المدارية · المعلمات المادية

- (56338) 1999 XS162 على موقع ويكي سكاي: DSS2, SDSS, GALEX, IRAS, Hydrogen α, X-Ray, Astrophoto, Sky Map, Articles and images